# Los afincaos
Los afincaos es una película argentina  dirigida por Leónidas Barletta sobre su propio guion escrito sobre la obra teatral homónima de Enzo Aloisi y Bernardo González Arrili que se estrenó el 28 de octubre de 1941 y que tuvo como protagonista a  Josefa Goldar.
Fue la única incursión en el cine que realizara el Teatro del Pueblo, un teatro independiente fundado en 1930 por el periodista, dramaturgo y director de teatro Leónidas Barletta. Es la traslación de la obra del mismo nombre que fuera representada en dicho teatro y por presión de la censura de la época debió colocar al comienzo del filme una placa en la que decía que la acción no se desarrollaba en la Argentina.   

## Sinopsis
Una maestra mestiza llega a un feudo en el noroeste de Argentina y dos hermanos disputan su “posesión”.

## Reparto
- Pascual Nacarati
- Juan Eresky
- Catalina Asta
- Nélida Piuselli
- Josefa Goldar
- José Veneziani
- José Álvarez
- Remo Asta
- Juan Carlos Bettini
- Celia Eresky
- Rosa Eresky
- Mari Galimberti
- Mario Genovesi
- Fernando Guerra
- Oscar Gutiérrez
- Roberto Leydet
- Emilio Lommi
- Mecha Martínez
- Olga Mosin
- José Petriz
- Marister Uslenghi

## Comentarios
El El Heraldo del Cinematografista expresaba en su crónica: “Melodramática en su planteo …Los últimos actos tienen emoción intensa, bien lograda, ayudando a su consecución la sugestiva fotografía”. La Nación la ubicaba como una tentativa de cine social y para Manrupe y Portela es una película primitiva, lenta y declamatoria pero, de todas maneras, un inusual intento de cine social para la época.

## Premio
Por este filme la Academia de Artes y Ciencias Cinematográficas de la Argentina le otorgó el premio Cóndor Académico al mejor sonido de 1941 a Ramón Ator.